# Divisão N.º 13 (Manitoba)
A Divisão N.º 13 é uma das vinte e três divisões do censo da província de Manitoba no Canadá. A área faz parte da Região de Interlake, no centro sul de Manitoba. O maior centro de serviço dessa região é Selkirk. A população da divisão era de 44.829, a partir do censo de 2006.